# Janez Peršič
Janez Peršič, slovenski zgodovinar, * 20. julij 1948, Ljubljana.
Iz zgodovine in sociologije je leta 1973 diplomiral na Filozofski fakulteti Univerze v Ljubljani. Po diplomi se je zaposlil na tamkajšnjem Oddelku za zgodovino kot asistent. Leta 1978 je bil na študijskem izpopolnjevanju v Rimu. Leta 1986 je doktoriral s tezo Židje in kreditno poslovanje v srednjeveškem Piranu. Istega leta je bil izvoljen za docenta za občo zgodovino srednjega veka. Raziskoval je gospodarsko in družbeno zgodovino srednjega veka in  predaval na Filozofski fakulteti v Ljubljani. Upokojil se je leta 2010.

## Dela
- Janez Peršič in Peter Štih, »Problem langobardske vzhodne meje«, Zgodovinski časopis 35 (1981), s. 333-341;
- Janez Peršič in Peter Štih, »Pogani na Kranjskem v 11. stoletju?«, Kronika 30, št. 3 (1982), s. 197-198;
- Janez Peršič, »Kardeljevo razumevanje etnogeneze Slovencev«, Problemi 22, št. 12 (1984), s. 13-14;
- Janez Peršič, »Dokazovanje v slogu: Epirci so Irci, ki so pisali epe... : O naselitveni zgodovini Slovencev«, Arheo št. 10 (1990), s. 122-126;
- Janez Peršič, Židje in kreditno poslovanje v srednjeveškem Piranu, Ljubljana, 1999.